# Cariblatta leucops
Cariblatta leucops är en kackerlacksart som beskrevs av Rehn, J. A. G. och Morgan Hebard 1927. Cariblatta leucops ingår i släktet Cariblatta och familjen småkackerlackor.
Artens utbredningsområde är Haiti. Inga underarter finns listade.